# Milton (West Virginia)
Milton is een plaats (town) in de Amerikaanse staat West Virginia, en valt bestuurlijk gezien onder Cabell County.

## Demografie
Bij de volkstelling in 2000 werd het aantal inwoners vastgesteld op 2206.
In 2006 is het aantal inwoners door het United States Census Bureau geschat op 2356, een stijging van 150 (6,8%).

## Geografie
Volgens het United States Census Bureau beslaat de plaats een oppervlakte van
4,1 km², geheel bestaande uit land. Milton ligt op ongeveer 175 m boven zeeniveau.

## Plaatsen in de nabije omgeving
De onderstaande figuur toont nabijgelegen plaatsen in een straal van 20 km rond Milton.